# Pokój wersalski
Pokój wersalski lub pokój paryski – traktat zawarty 3 września 1783 w Wersalu, kończący wojnę o niepodległość Stanów Zjednoczonych oraz formalnie zrywający uzależnienie tych kolonii w Ameryce Północnej od Królestwa Wielkiej Brytanii. Na mocy traktatu Brytyjczycy uznali niepodległość Stanów Zjednoczonych. Ponadto w zawartych równocześnie układach z pozostałymi stronami wojny zrzekli się na rzecz Hiszpanii Florydy i Minorki, a na rzecz Królestwa Francji kilku wysp antylskich (m.in. Saint Lucia, Tobago), kilku miast w Indiach Wschodnich oraz Saint-Pierre i Miquelon, Senegalu i Gorée w Afryce.
W imieniu Republiki Zjednoczonych Prowincji pokój podpisał Mattheus Lestevenon.
Holendrzy odzyskali większość zdobytych przez Brytyjczyków placówek kolonialnych, z wyjątkiem Negapatamu – w zamian za zezwolenie na swobodną brytyjską żeglugę na wodach holenderskich posiadłości kolonialnych.
Kongres Kontynentalny ratyfikował układ pokojowy 14 stycznia 1784.

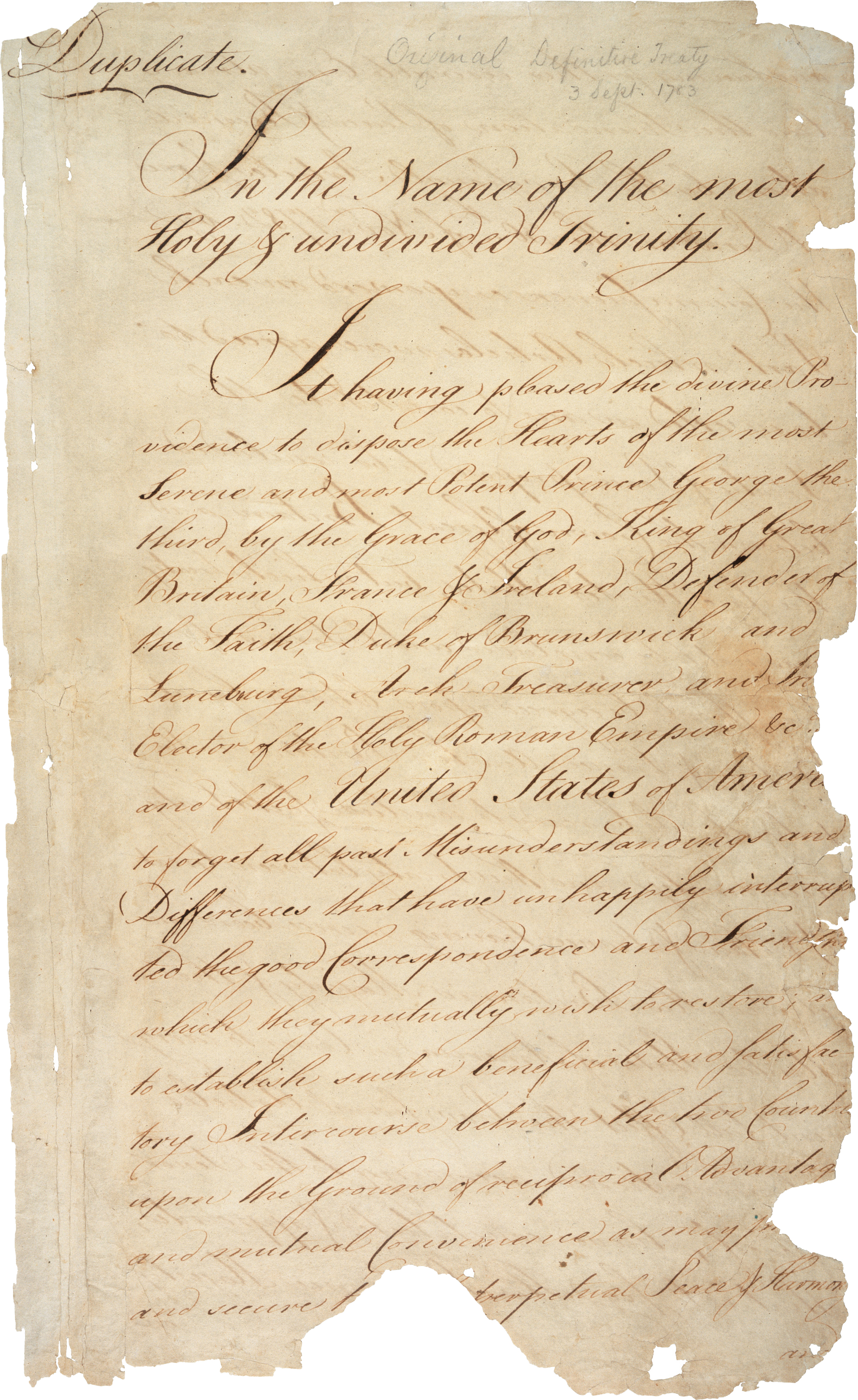
Pierwsza strona traktatu.
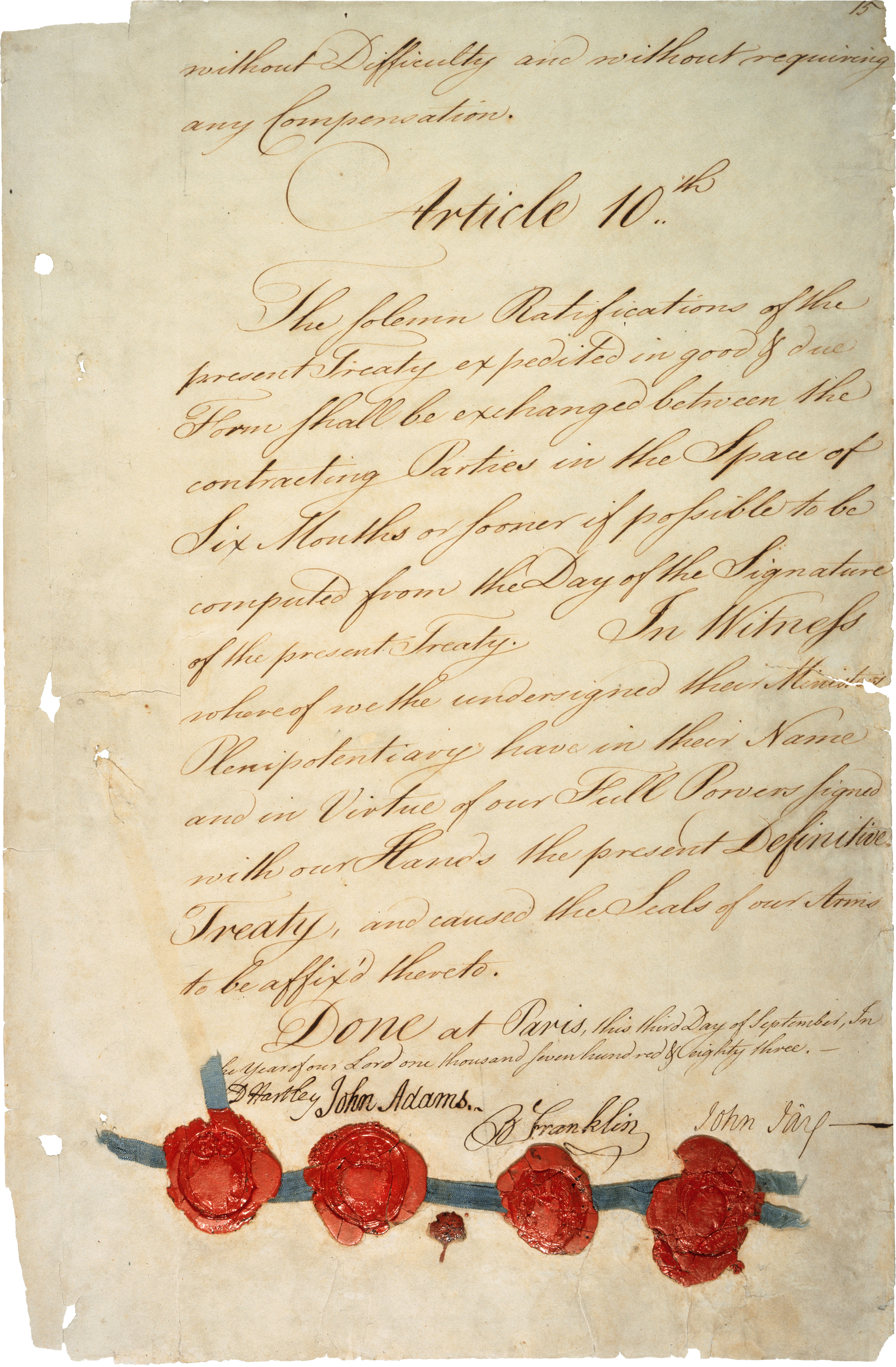
Ostatnia strona traktatu.

Traktat w Wikiźródłach (ang.)